# شلال عيون أم الربيع

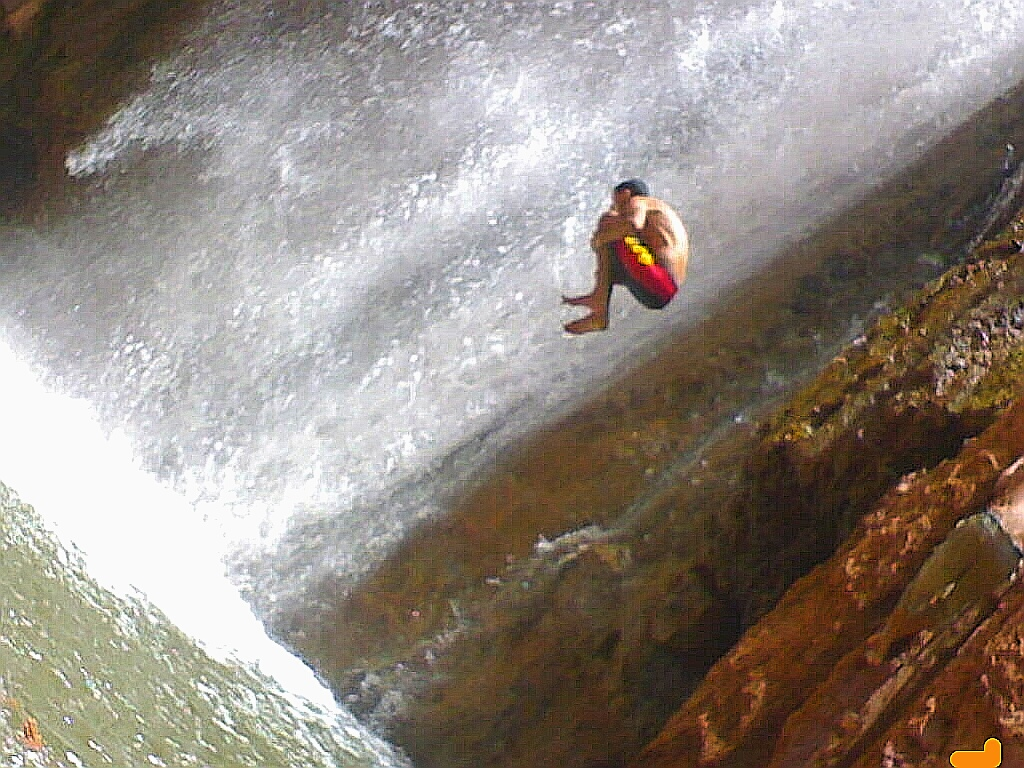
شلال أم الربيع.

شلال أم الربيع شلال يقع في المغرب في إقليم خنيفرة. ويبعد عن مدينة مريرت 29 كيلومتر، ويقع في قلب جبال الأطلس المتوسط في اقليم خنيفرة حيث يوجد بلقرب منه شلال اخر شلال مومزاز يبعد عنه 3 كيلومترات بحيرة ويوان وبحيرة اكلمام ازكزًا.
تتكون « عيون أم الربيع »، حسب أهل المنطقة والعارفين بها، من 47 عيناً تتدفق من 40 منها مياه عذبة، و7 مياهها مالحة، تجتمع لتعطي شلالات صخرية على صبيب مرتفع، يصل إلى الآلاف من الأمتار المكعبة في الدقيقة الواحدة، في مشهد طبيعي جميل.
تجعل الشلالات السياح، مغاربة وأجانب، يقصدونها للتنزه، خصوصاً في فصلي الربيع والصيف، فيما يقل الإقبال عليها في فصلي الشتاء والخريف إلا من قليل من الأجانب.